# Арифрон (брат Перикла)
Арифрон (др.-греч. Αρίφρων; V век до н. э.) — афинский аристократ из рода Бузигов, сын Ксантиппа и брат Перикла.

## Биография
Сохранившиеся источники содержат совсем немного информации об Арифроне. Он родился в семье Ксантиппа из рода Бузигов и Агаристы из рода Алкмеонидов, у него были сестра, чьё имя неизвестно, и брат Перикл. Неясно, кто из братьев был старшим. Арифрон получил имя деда по отцу, и это должно означать, что он появился на свет раньше; с другой стороны, именно Перикл, по-видимому, получил большую часть отцовского наследства и стал опекуном осиротевших родственников, Алкивиада и Клиния. Как правило, Арифрон упоминается вместе с братом и выглядит как его ровесник, а потому в историографии возникло допущение, что сыновья Ксантиппа могли быть близнецами. Возможная дата рождения Арифрона — 495 год до н. э.
В 470-х годах до н. э. Арифрон потерял отца. Платон рассказывает, что позже Перикл передал под опеку брата сироту Клиния, однако Арифрон меньше чем через шесть месяцев вернул мальчика Периклу, «не зная, что с ним делать». Оратор Антифонт сообщает, что и Клиний, и Алкивиад изначально были под опекой Арифрона, но данным этого автора не доверяют из-за его тенденциозности.
Археологи обнаружили в числе 9 тысяч остраконов (глиняных черепков, использовавшихся во время остракофорий), найденных в 1960-е годы на внешнем Керамике в Афинах, три с именем Арифрона, сына Ксантиппа. Существует гипотеза, что речь идёт о брате Перикла. В этом случае остраконы могут быть датированы 470-ми годами до н. э. и связаны с тем голосованием, в результате которого во второй раз был изгнан Мегакл, сын Гиппократа. Противники этой версии отмечают, что брат Перикла в то время был ещё слишком молод и незначителен; альтернативный вариант — его дед.
В источниках упоминается один сын Арифрона — Гиппократ, получивший имя в честь своего прадеда. Он занимал должность стратега и погиб в сражении при Делии в 424 году до н. э.